# South African Bureau for State Security
Das South African Bureau for State Security, afrikaans: Buro vir Staatsveiligheid (BSV) (deutsche Übersetzung: „Südafrikanisches Büro für Staatssicherheit“), abgekürzt BOSS, war ein südafrikanischer Nachrichtendienst zu Zeiten der Apartheid.  Gegründet wurde er 1969 auf gesetzlicher Basis, mit dem Public Service Amendment Act (Act No. 86 / 1969) und finanziell untersetzt auf Basis des Security Services Special Account Act (Act No. 81 / 1969). Sein Zweck bestand in der Zusammenführung der Aktivitäten der Security Branch (Sicherheitsabteilung) der SAP und der militärischen Aufklärung (MI) in den Streitkräften unter Beibehaltung beider Strukturen. Die Behörde nahm am 1. Mai 1969 ihre Tätigkeit auf.
Eine erste Aufgabenzuordnung ergab sich mit dem im selben Jahr erlassenen General Law Amendment Act (Act No. 101 / 1969), auch „BOSS BILL“ genannt. Diese Rechtsvorschrift veranlasste Änderungen in den Bestimmungen des Official Secrets Act von 1956 und seiner Änderung aus dem Jahre 1965. Infolgedessen definierte man Handlungsweisen von Personen, die zur Gefährdung der staatlichen Sicherheit geeignet erschienen, zu relevanten Aktionsbereichen von BOSS. Im Fokus dieser Bestimmungen stand der Umgang mit Informationen. Die Presse war davon in besonderer Weise betroffen.
Ihre umfassende Aufgabenzuordnung erhielt die Behörde mit dem Security Intelligence and State Security Council Act (Act No. 64 / 1972), die 1978 mit dem Bureau for State Security Act (Act No. 104 / 1978) weiter präzisiert wurde. Dabei transformierte die Regierung BOSS zum Department of National Security (DONS) um.

## Wirken und Befugnisse
Die Wirkungsfelder des BOSS lagen sowohl in Südafrika selbst als auch im Ausland. Er war sowohl für die Spionageabwehr als auch für die Bekämpfung der Opposition zuständig. Dazu gehörte auch die Ermordung von Gegnern der Apartheid. Die amtliche Bekanntmachung zur Gründung dieses Dienstes in der direkten Verantwortung des Premierministers erschien am 16. Mai 1969 im Regierungsamtsblatt. Darin wurden dessen Aufgaben so beschrieben:
- „(1) alles zu untersuchen, was die Staatssicherheit betreffe, die ermittelten Informationen abzuwägen und auszuwerten und, falls nötig, die Regierung zu informieren und zu beraten, ebenso die interessierten Ministerien und andere betroffene Behörden;
- (2) andere Funktionen und Verantwortungen zu übernehmen, wie sie von Fall zu Fall festgelegt werden können.“[10][4]

Am 4. Juni 1969 veröffentlichte die Regierung einen Nachtrag zum Official Secrets Act mit der section 10, wonach eine Veröffentlichung jeder Sicherheitsangelegenheit mit einer Geldstrafe bis zu 1.500 Rand, mit Haft bis zu 7 Jahren oder mit beiden Strafmaßnahmen belegt werden konnte. Als Sicherheitsangelegenheit wurde jeder Sachverhalt definiert, der mit der Sicherheit des Landes in Verbindung stehen könnte und vom South African Bureau of State Security behandelt werde. In der section 29 wurde der Premierminister, ein von ihm ernannter Funktionsträger oder jeder Minister ermächtigt, die Beweisführung sowie Verwendung von Dokumenten in Gerichtsprozessen zu verhindern oder zu untersagen, wenn das nach deren Auffassung „schädlich für die Interessen des Staates oder der öffentlichen Sicherheit sind.“

## Geschichte
Den Ausgangspunkt für das sich schrittweise entwickelnde Aufgabenfeld des Bureau for State Security bildete 1947 ein Besuch südafrikanischer Polizeimitarbeiter in London bei der Special Branch der britischen Polizei. Als ein Ergebnis dieser Visite wurde die Security Branch bei der South African Police gegründet. Nachdem in den 1960er Jahren Premierminister Balthazar Johannes Vorster einen Kabinettsausschuss für Verteidigung gegründet hatte, den er selbst leitete, kam es in diesem Kreis zum Entschluss, eine zentrale nachrichtendienstliche Organisation zu schaffen. Sie sollte Informationen für die Polizei und das Militär sammeln. Der damals gerade zum Commissioner of Police ernannte General Van den Bergh wurde zugleich mit dieser Sonderaufgabe betraut. Er war in Bezug auf die ihm übertragene Leitung der Sicherheitspolizei dem Premierminister direkt unterstellt.
General van den Bergh weilte im April 1968 – was zunächst geheim gehalten wurde – zusammen mit einem hohen Sicherheitsbeamten in London, um sich über den African National Congress und dessen dortiges Exilhauptquartier zu informieren. Später verhandelte er in Lissabon mit portugiesischen und rhodesischen Polizeivertretern, um mit ihnen Gespräche zu Vorbereitung von Maßnahmen zur Bekämpfung der Widerstandsbewegungen im südlichen Afrika zu führen.
BOSS spielte in mehreren afrikanischen Staaten eine aktive Rolle, um südafrikanische Interessen mit der Politik einiger Regime zu verknüpfen. Das geschah stets im Konfliktfeld mit der Mehrheit der OAU-Mitgliedsstaaten, die einen kooperativen Dialog mit Südafrika ablehnend gegenüber standen. Einige zum Dialog positiv eingestellte Staaten gerieten in politische Instabilität und es kam zum Sturz von Regierungen (Ghana: 1972 Kofi Abrefa Busia sowie Madagaskar: 1972 Philibert Tsiranana). Diese Ereignisse beendeten weitgehend die Unterstützung für Südafrikas Dialogpolitik unter den afrikanischen Regierungen. Um ein ähnliches Ende der Regierung Hastings Kamuzu Banda in Malawi sowie deren Werben für eine Zusammenarbeit mit Südafrika zu verhindern, entwickelte sich eine langjährige Kooperation von BOSS mit dem Regierungsapparat Bandas. Geheimdienstmitarbeiter schulten die malawischen Kollegen in Techniken für die Repression der Bevölkerung. Nach Einschätzung der Zeitschrift New African aus dem Jahre 1979 stellte die malawische Regierung „Einrichtungen für südafrikanische Spione und Subversionsmanöver gegen progressive afrikanische Länder zur Verfügung“. Malawi gewährte BOSS-Mitarbeitern eigene Diplomatenpässe und Handlungsmöglichkeiten aus seinen Auslandsvertretungen.
Im Verlauf seiner Existenz nahm BOSS innerhalb der nachrichtendienstlichen Strukturen Südafrikas eine immer weiter voranschreitende koordinierende Führungsrolle ein. Das erzeugte im Alltag Kompetenzkonflikte mit dem Directorate of Military Intelligence (DMI) von den Streitkräften, der Sicherheitspolizei und gelegentlich mit dem Außenministerium. Die Abhängigkeit der Streitkräfte von der Informationsmacht bei BOSS erregte beim damaligen Verteidigungsminister Pieter Willem Botha Missfallen. Als er 1978 in die Funktion des Premierministers kam, veranlasste er eine engere Kooperation zwischen DMI und BOSS u. a. durch eine räumliche Zusammenlegung in das Alphen Building unweit des Concilium Building in Pretoria.
Im Jahr 1980 wurde der Dienst nach einem Skandal (Muldergate-Affäre), wobei es vordergründig um den Kauf der Zeitung The Citizen ging, formell aufgelöst. Die südafrikanische und apartheidkritische Zeitung Rand Daily Mail leitete 1978 die Enthüllungen um diese Sache ein. In Kern der Kritik stand jedoch die Geheimdiplomatie Südafrikas im Rahmen ihrer Detente-Politik („Entspannungs“-Politik), wobei der Informationsminister Cornelius Petrus Mulder in seinem Ministerium zusammen mit dem Staatssekretär Eschel Rhoodie eine außenpolitische Parallelstruktur geschaffen hatte, die wesentlich von BOSS-Personal im In- und Ausland mitgestaltet worden war. Diese Verhältnisse kamen durch publizierte Recherchen der Zeitung The Observer und des Magazins New African an die Öffentlichkeit.
Die Fortführung der nachrichtendienstlichen Aufgaben erfolgte für kurze Zeit durch eine ministerielle Organisationseinheit mit der Kurzbezeichnung DONS (Department of National Security), die 1979 übergangsweise eingerichtet wurde. Die schließlich neu ausgerichtete Nachfolgebehörde nannte sich National Intelligence Service, deren Leitung der Politikwissenschaftler Niel Barnard übernahm.

## Wahrnehmung in der internationalen Öffentlichkeit
- Der Spiegel nannte den BOSS 1971 in einem Artikel „Südafrikas Großer Bruder“[19]
- Nelson Mandela schrieb in seinen Memoiren, ein Agent des BOSS habe 1969 versucht, ihn zur Flucht von Robben Island zu verleiten. Die Flucht sollte scheinbar gelingen, um ihn anschließend auf dem Festland bei einer fingierten Festnahme zu ermorden.[20]
- Jean Ziegler schrieb im Schweizer Wochenmagazin Die Weltwoche, der BOSS habe mehrfach versucht, den Staatschef Simbabwes Robert Mugabe wegen seiner Unterstützung für den African National Congress zu ermorden.[21]
- In den 1970er Jahren sollen nach Recherchen des Spiegels BOSS-Agenten in Großbritannien belastendes Material gegen südafrika-kritische Politiker (Labour und Liberale Partei) gesammelt haben. Unter anderem sei es in den Vorwurf einer angeblichen Homosexuellen-Affäre des Liberalen-Chefs Jeremy Thorpe verstrickt.[22]

## Weiterführende Literatur
- Gordon Winter: Inside BOSS: South Africa's secret police. Harmondsworth, Middlesex (Penguin Books) 1981, ISBN 0-14-005751-X
- International Defence and Aid Fund (Hrsg.): B[ureau] o[f] S[tate] S[ecurity]. the first 5 years. London 1975, ISBN 0-904759-04-0
- International Defence and Aid Fund (Hrsg.): South Africa. the BOSS law. London 1969, ISBN 0-901500-06-2